# 1. Luftwaffen-Feld-Division
La 1. Luftwaffen-Feld-Division (1re division de campagne de la Luftwaffe) a été l'une des principales divisions de la Luftwaffe allemande durant la Seconde Guerre mondiale.

## Création et différentes dénominations
La 1. Luftwaffen-Feld-Division a été formée le 30 septembre 1942 à Maubeuge à partir du Flieger-Regiment 10.

En janvier 1943, la Panzer-Jäger-Abteilung Luftwaffen-Feld-Division 1, la Artillerie-Abteilung Luftwaffen-Feld-Division 1 et la Flak-Abteilung Luftwaffen-Feld-Division 1 sont réunis dans le Luftwaffen-Artillerie-Regiment 1.

Comme plusieurs autres Luftwaffen-Feld-Division le 1er novembre 1943, la division est intégrée dans la Heer sous le nom de 1. Feld-Division (L)

## Commandement

Drapeau du commandant d'une division aérienne

| Début             | Fin               | Grade           | Nom                        |
| ----------------- | ----------------- | --------------- | -------------------------- |
| 30 septembre 1942 | 15 juin 1943      | Generalleutnant | Gustav Wilke (en)          |
| 15 juin 1943      | 23 juillet 1943   | Generalmajor    | Anton Longin (par intérim) |
| 23 juillet 1943   | 1er octobre 1943  | Generalleutnant | Gustav Wilke               |
| 1er octobre 1943  | 1er novembre 1943 | Generalmajor    | Rudolf Petrauschke         |

## Chef d'état-major
| Début            | Fin               | Grade | Nom             |
| ---------------- | ----------------- | ----- | --------------- |
| 1er octobre 1942 | 1er novembre 1943 | Major | Herbert Schmidt |

## Rattachement
| novembre 1942 - décembre 1942 :    |  | X. Armeekorps / Armeeoberkommando (AOK .16) | basée autour du Lac Ilmen |
| décembre 1942 - juillet 1943 :     |  | XXXVIII. Armeekorps / AOK .18               | basée à Novgorod          |
| août 1943 - septembre 1943 :       |  | XXXVIII. Armeekorps / AOK .16               | basée à Novgorod          |
| octobre 1943 - 1er novembre 1943 : |  | XXXVIII. Armeekorps / AOK .18               | basée à Novgorod          |

## Unités subordonnées
- I. à IV. Bataillone (Infanterie, sans Stab- Chaque bataillon d'infanterie est constitué de 4 compagnies)
- Panzer-Jäger-Abteilung Luftwaffen-Feld-Division 1
- Artillerie-Abteilung Luftwaffen-Feld-Division 1
- Flak-Abteilung Luftwaffen-Feld-Division 1
- Radfahrer-Kompanie Luftwaffen-Feld-Division 1
- Pionier-Kompanie Luftwaffen-Feld-Division 1
- Luftnachrichten-Kompanie Luftwaffen-Feld-Division 1
- Kommandeur der Nachschubtruppen Luftwaffen-Feld-Division 1